# 池田本源氏物語
池田本源氏物語（いけだほんげんじものがたり）は、源氏物語の写本である。「桃園文庫蔵源氏物語」、「伝二条為明筆源氏物語」などとも呼ばれる。

## 概要
池田亀鑑が源氏物語の校本を造るために源氏物語の写本を収集する過程でその所蔵となった源氏物語の写本である。「桃園文庫蔵源氏物語」の名前で一部の巻が校異源氏物語及び源氏物語大成の底本として採用されている。戦時中行方不明になったとされたものの、古書籍商弘文莊反町茂雄の手を経て現在は天理大学天理図書館の所蔵になっており、かつて池田亀鑑の所蔵であったことから現在一般には「池田本」の名で呼ばれている。
2018年に国の重要文化財に指定された。

## 書誌形態
本写本は源氏物語全54帖のうち、花散里と柏木の2帖が欠けており、帚木と空蝉、蓬生と関屋、常夏と篝火がそれぞれ合冊されているため52巻49冊で構成されている。そのうち柏木、東屋、蜻蛉、手習の4帖が後世の補写または取り合わせと見られ、それ以外の45帖が鎌倉時代の書写とされる。鎌倉時代の書写とされる部分は甲筆36巻と乙筆12巻の2筆に分かれており、書写者として大部分が二条為明であるとされており、その他に二条為氏や藤原行能らの名前が挙げられている。

## 本文
本写本の東屋と手習の本文は別本とされるが、それ以外の巻の本文は青表紙本の系統に属するとされる。青表紙本の部分については全般的に明融本や大島本に近い本文を持っており、池田亀鑑は「大島本に次ぐ（良質の本文である）」としている。ただし、手習巻の本文を別本とすることについては疑問が出されている。

## 校本への採用
校異源氏物語及び源氏物語大成校異編では、その大部分で底本とされている大島本が
- 欠けている巻　浮舟
- 本文が別本であるとされている巻　初音
- 後人の補写である巻　桐壺と夢浮橋

の4帖についてはこの池田本を底本に採用しており、その他の巻については池田本を意味する「池」の写本記号で青表紙本系統の校合本の一つに採用されている。
また『源氏物語別本集成続』でも校合対象に取り上げられている。